# Sexed Up
Sexed Up ist ein Lied des britischen Popsängers Robbie Williams aus dem Jahr 1998.

## Entstehung und Veröffentlichung
Das Lied wurde vom Interpreten selbst, gemeinsam mit Guy Chambers, geschrieben beziehungsweise komponiert. Chambers zeichnete darüber hinaus mit Steve Power für die Produktion verantwortlich.
Die Erstveröffentlichung von Sexed Up erfolgte als Demoaufnahme am 30. November 1998 auf der B-Seite zur Single No Regrets. Am 18. November 2002 erschien das Lied als Teil von Williams’ fünftem Studioalbum Escapology. Die Singleauskopplung erfolgte schließlich am 3. November 2003.

## Musikvideo
Das Musikvideo zu Sexed Up entstand unter der Regie von Jonas Åkerlund, unterstützt wurde Williams darin unter anderem von der Schauspielerin Jaime King. Bis August 2023 zählte es über 17 Millionen Aufrufe bei YouTube.

## Charts und Chartplatzierungen
| ChartsChartplatzierungen     | Höchstplatzierung | Wochen |
| ---------------------------- | ----------------- | ------ |
| Deutschland (GfK)            | 53 (9 Wo.)        | 9      |
| Österreich (Ö3)              | 45 (13 Wo.)       | 13     |
| Schweiz (IFPI)               | 59 (3 Wo.)        | 3      |
| Vereinigtes Königreich (OCC) | 10 (9 Wo.)        | 9      |